# كارلوس ثافون
كارلوس رويث ثافون (بالإسبانية: Carlos Ruiz Zafón)‏‏ (25 سبتمبر 1964 – 19 يونيو 2020) روائي إسباني اشتهر بكتابته للسلسلة الروائية «مقبرة الكتب المنسية»، والتي تتألف من أربع روايات تُشكّل تيمة أدبية أساسية، ترتبط ببعضها عبر الشخصيات والمواضيع المتعددة، إلا أن كل رواية منها مستقلة عن الأخرى ومنفردة بذاتها.

## حياته
بدأ حياته الأدبية بالكتابة للناشئة، ونشرت روايته الأولى (أمير الضباب) سنة 1993 وحصل على جائزة Edebé الأدبية لرواية الناشئين والأطفال. هو أيضًا مؤلف لثلاث روايات في هذا المجال -قصر منتصف الليل (1994)، وأضواء من سبتمبر (1995)، ومارينا (1999).
سنة 2001 أصدر روايته الأولى للبالغين بعنوان (ظل الريح) التي باعت ملايين النسخ من جميع أنحاء العالم. وأكثر من مليون نسخة في بريطانيا وحدها. ترجمها إلى العربية معاوية عبد المجيد. وقد نشرت أعماله في 45 دولة وترجمت إلى أكثر من 40 لغة مختلفة. من مؤلفاته أيضًا (لعبة الملاك) و(سجين السماء) و(متاهة الأرواح) والتي تشكل جميعها سلسلة مقبرة الكتب المنسية.

## وصلات خارجية
- كارلوس زافون على موقع IMDb (الإنجليزية)
- كارلوس زافون على موقع مونزينجر (الألمانية)
- كارلوس زافون على موقع ميوزك برينز (الإنجليزية)
- كارلوس زافون على موقع ديسكوغز (الإنجليزية)
- كارلوس زافون على موقع المكتبة المفتوحة (الإنجليزية)